# Apeadeiro de Fonte de Aldeia
O Apeadeiro de Fonte de Aldeia, originalmente denominado de Paragem de Fonte de Aldeia, foi uma gare da Linha do Sabor, que servia a localidade de Fonte de Aldeia, no concelho de Miranda do Douro, em Portugal.

## História

### Construção e inauguração
Este apeadeiro estava situado no lanço entre Mogadouro e Duas Igrejas - Miranda, que foi inaugurado em 22 de Maio de 1938. Um diploma do Ministério das Obras Públicas e Comunicações, publicado no Diário do Governo n.º 258, II Série, de 4 de Novembro de 1937, aprovou o projecto para a paragem de Fonte da Aldeia, entre os perfis 353 e 358 do lanço entre Urrós e Duas Igrejas - Miranda, e o respectivo orçamento, no valor de 15.746$00.

### Encerramento
A Linha do Sabor foi encerrada no dia 1 de Agosto de 1988.